# Wojciech Julian Góralczyk
Wojciech Julian Góralczyk (ur. 8 sierpnia 1924 w Płocku, zm. 24 kwietnia 1994 w Warszawie) – polski prawnik, profesor nauk prawnych, specjalista prawa międzynarodowego publicznego, profesor Uniwersytetu Warszawskiego.

## Życiorys
Urodził się w rodzinie oficera Wojska Polskiego. Przed II wojną światową służył w korpusie kadetów. W czasie okupacji uzyskał maturę na tajnych kompletach i w 1943 rozpoczął studia na tajnym Wydziale Prawa Uniwersytetu Warszawskiego.
Wziął udział w powstaniu warszawskim. Walczył w stopniu starszego strzelca w batalionie „Zaremba-Piorun”. Po upadku powstania znalazł się w obozie jenieckim.
W latach 1946–1947 studiował na Wydziale Prawa Uniwersytetu Karola w Pradze, a od 1947 na Wydziale Prawa UW, który ukończył w 1948 z dyplomem magistra. Od tego roku pracował w Katedrze Prawa Międzynarodowego na tym wydziale. Od 1956 przez pewien okres był zatrudniony równolegle w Instytucie Nauk Prawnych PAN. W 1958 uzyskał stopień naukowy doktora nauk prawnych na podstawie rozprawy pt. Szelf kontynentalny. Studium prawnomiędzynarodowe (promotorem był profesor Cezary Berezowski). W 1964 uzyskał habilitację na podstawie dorobku naukowego i pracy pt. Szerokość morza terytorialnego i jego delimitacja. Po przejściu prof. Berezowskiego na emeryturę był od 1968 kierownikiem Zakładu Prawa Międzynarodowego.
Tytuł profesora nadzwyczajnego otrzymał w 1979, a profesora zwyczajnego w 1992. Przez wiele lat był dyrektorem Instytutu Prawa Międzynarodowego UW, a w latach 1987–1990 dziekanem Wydziału Prawa i Administracji UW.
Głównym polem jego zainteresowań było prawo morza. Oprócz badań naukowych na tym polu był doradcą polskiej delegacji na I Konferencję Prawa Morza w 1958. Od 1974 do 1982 brał aktywny udział w pracach III Konferencji Prawa Morza. Po uchwaleniu w 1982 konwencji prawa morza z Montego Bay  reprezentował Polskę w Komisji Przygotowawczej Międzynarodowej Organizacji Dna Morskiego.
Był współautorem podręcznika Prawo międzynarodowe publiczne (wraz z Cezarym Berezowskim i Kazimierzem Liberą, wydania w 1962 i 1967), a w 1977 wydał po raz pierwszy podręcznik Prawo międzynarodowe publiczne w zarysie, który jest do tej pory wznawiany (w opracowaniu prof. Stefana Sawickiego).
Zmarł w 1994 i został pochowany na cmentarzu Powązkowskim (kwatera 201-1-4/5). Jego syn Wojciech Góralczyk jest również prawnikiem, specjalistą prawa administracyjnego, profesorem Akademii Leona Koźmińskiego.

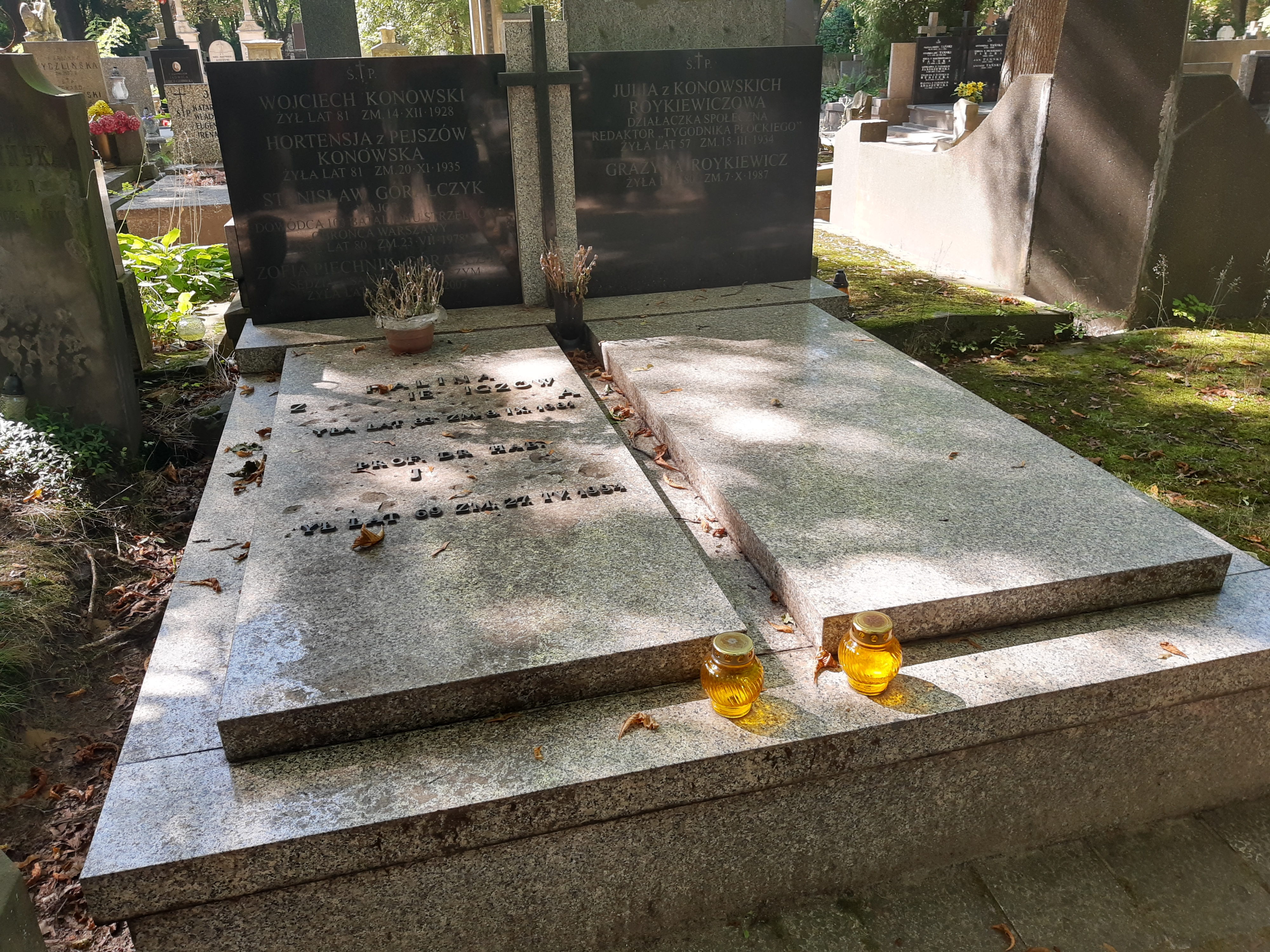
Grób prof. Wojciecha Góralczyka na Starych Powązkach

## Odznaczenia
Został odznaczony Złotym Krzyżem Zasługi w 1973 i Krzyżem Kawalerskim Orderu Odrodzenia Polski w 1980.

## Wybrane publikacje
- Szelf kontynentalny. Studium prawnomiędzynarodowe (1957)
- Szerokość morza terytorialnego i jego delimitacja (1964)
- Prawo międzynarodowe publiczne w zarysie (1977)
- Obszary morskie i ich delimitacja (1993)